# S/S
『S/S』（エスエス）は、A-Sketchから2017年5月3日に発売されたWEAVERのEPである。

## 解説
タイトルは、ファッションなどでシーズンアイテムを表すときに使われる「S/S」に着目して、決定した。
ジャケットの写真は、一切合成を使わず特殊な技法を使った写真である。

## 収録曲
1. Shake! Shake! 
ミュージックビデオには、ファッションモデルである、中川可菜、中村里帆、杉本愛里が出演している。
2. Stay
3. 海のある街 
神戸開港150年記念事業テーマソング
4. 恋の予感 
初のカバー曲であり、安全地帯の7thシングル。
原曲と同じキーで演奏されている。
5. 笑顔の合図(Recap) 
本バンドの2ndCDシングル、「笑顔の合図」に大幅なアレンジを施したものとなっている。